# Rua completa

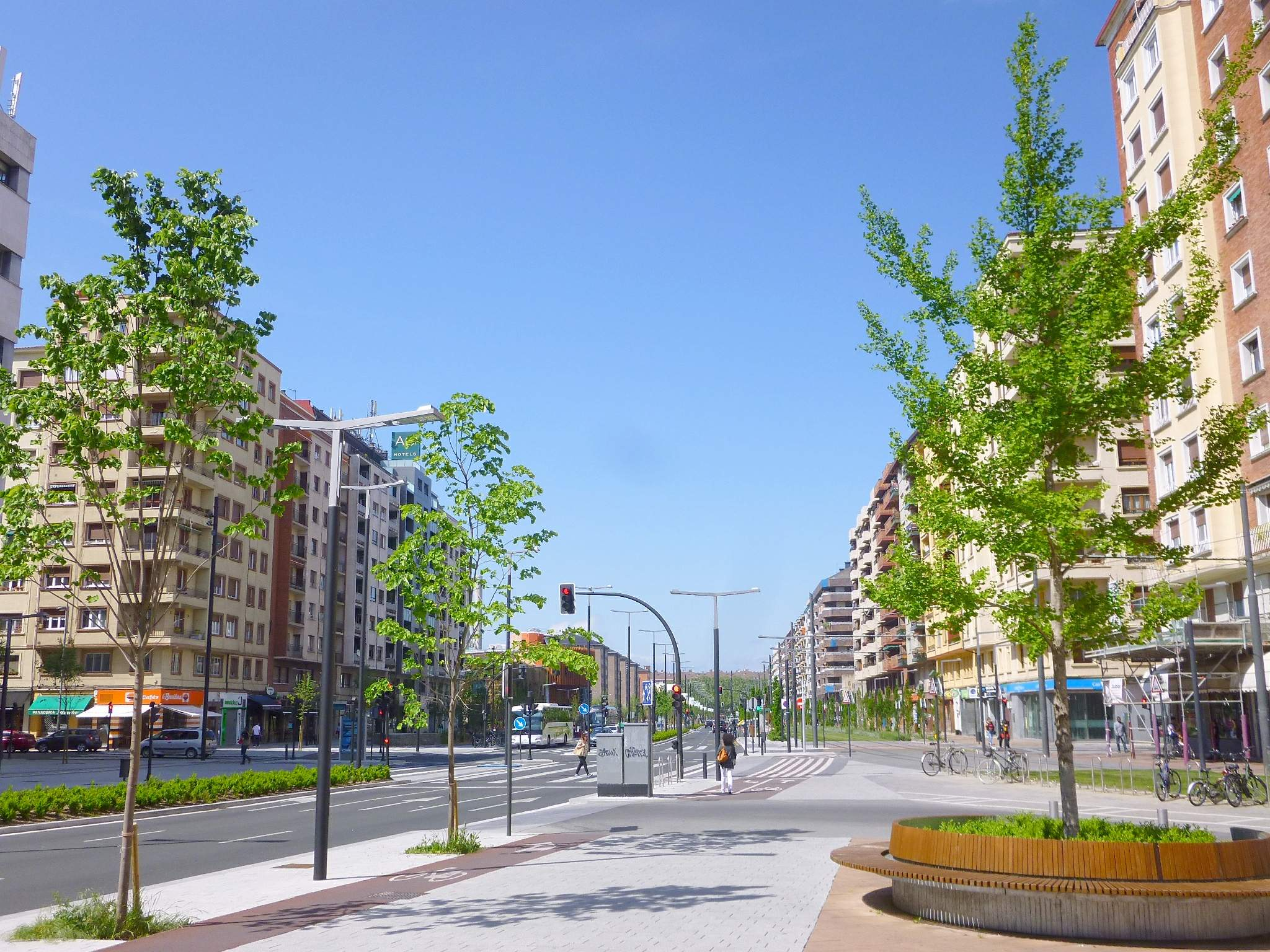
A avenida Gasteiz em Vitoria é um exemplo de rua completa, que inclui calçadas arborizadas, mobiliário amável, bebedouros, ciclovia, eléctrico e faixa de rodagem.

Em urbanismo e mobilidade, o conceito de rua completa refere-se ao desenho de uma via urbana que permite deslocações acessíveis, seguras, confortáveise, diretas para todos os possíveis utentes, independentemente de sua capacidade, idade ou meio de transporte.
O conceito utiliza-se para as grandes avenidas e ruas, as quais deveriam incluir, além da faixa de rodagem, calçadas para pedrestres com árvores, bancos e faixas de pedestres a cada certa distância, ciclovias seguras e interligadas para ciclistas e corredores de ônibus ou linhas de eléctrico exclusivos para que o transporte público seja eficiente ao evitar os congestionamentos do transporte privado.
O conceito de rua completa é complementar ao de pedonal para ruas mais estreitas, onde a prioridade é do pedestre e não existe uma diferenciação de áreas para a cada utente.